# California (ligne verte du métro de Chicago)
Pour les articles homonymes, voir California.
Ne doit pas être confondu avec California (ligne rose du métro de Chicago) ou California (ligne bleue du métro de Chicago).
California  est une station aérienne du métro de Chicago desservie par la ligne verte. Elle est située au croisement de Lake Street et de California Avenue dans le quartier de East Garfield Park à proximité du Chicago Center for Green Technology.

## Description

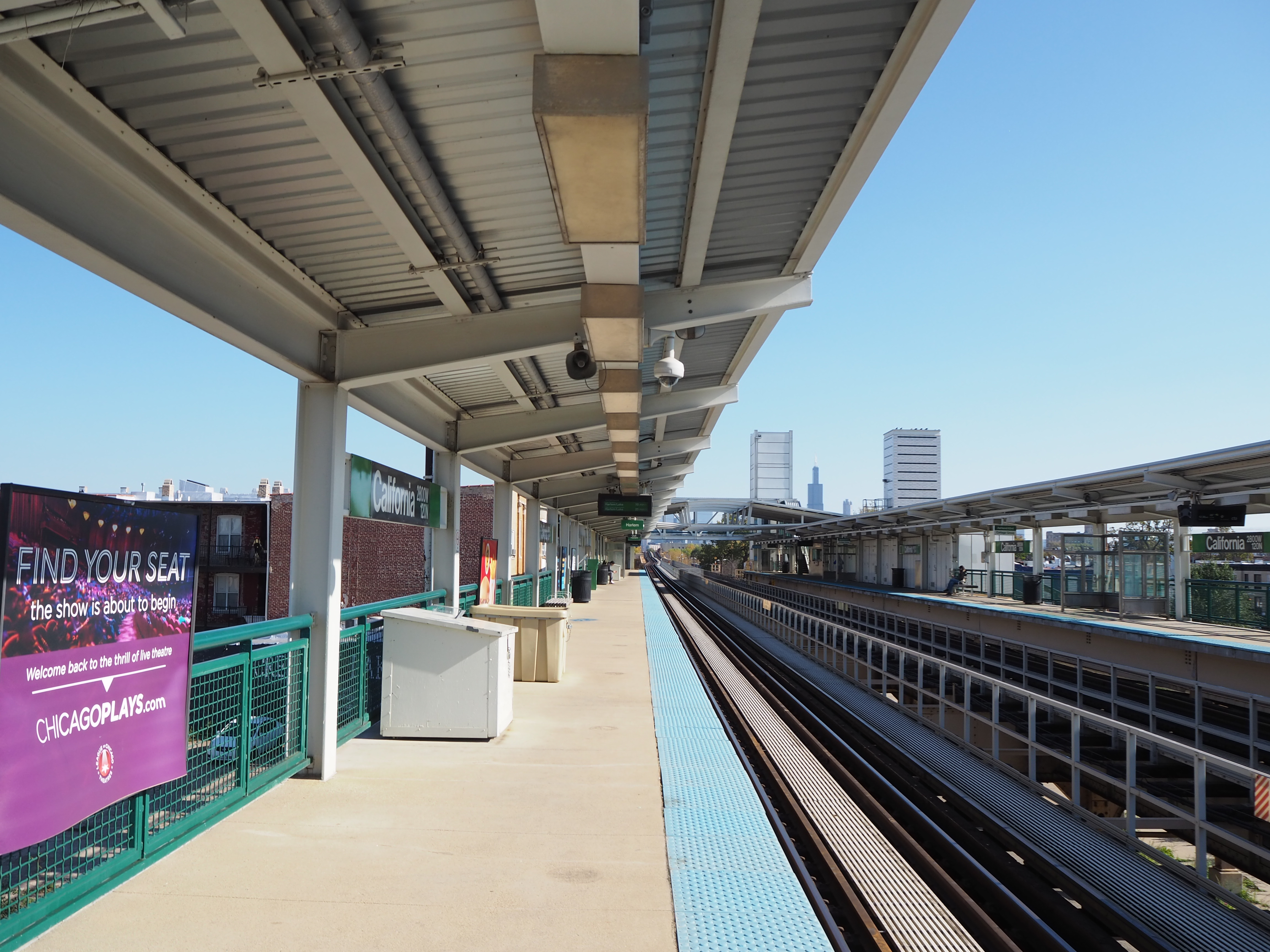
Station California.

Elle a ouvert ses portes le 6 novembre 1893 sur les tronçons de la Lake Street Elevated.
Dans les années 1970, California était très altérée par l’abandon d’entretien et par des actes de vandalisme si bien qu’un incendie criminel provoqua la destruction complète de la salle des guichets sur le quai ouest en 1977.  En 1980, la salle des guichets de l’autre quai fut également fermée. La station ne comportait déjà plus à l’époque que quelques-unes de ses caractéristiques originales, comme ses verrières ornées. 
Faute de  fréquentation, California ferma ses portes le 9 février 1992. Ironie du sort, quelques années seulement après la fermeture California fut ressuscitée lors de la  réhabilitation complète de la ligne verte entre 1994 et 1996. La pression politique intense poussa à l’inclure également dans le plan de rénovation des stations afin qu’elle subisse une reconstruction complète. 
La nouvelle station construite par le cabinet Skidmore, Owings & Merrill est composé d’un bâtiment central au niveau du sol comprenant la salle des guichets et donnant accès aux plateformes soit par les escaliers soit par un ascenseur pour les personnes à mobilité réduite. La sortie des quais de la station se fait par des escaliers auxiliaires. 
En raison de retards de construction, la nouvelle station California n'a pas rouvert lors de la réinauguration de la ligne verte le 12 mai 1996 mais le  13 juillet 1996.

## Les correspondances avec lebus
Avec les bus de la Chicago Transit Authority :
- #94 South California

## Dessertes
| Nord/Ouest              |  |             |  | Sud/Est                                 |
| ----------------------- |  | ----------- |  | --------------------------------------- |
| Kedzie vers Harlem/Lake |  | ligne verte |  | Damen vers Cottage Grove / Ashland/63rd |
| modifier sur Wikidata   |  |             |  |                                         |